# Yusuke Matsuda
Yusuke Matsuda (松田 悠佑 Matsuda Yusuke?, nacido el 23 de abril de 1991 en Kioto) es un futbolista japonés que se desempeña como centrocampista.

## Trayectoria

### Clubes
| Club             | País  | Año         |
| ---------------- | ----- | ----------- |
| FC Ryukyu        | Japón | 2014 - 2015 |
| Saurcos Fukui    | Japón | 2015        |
| Tochigi Uva FC   | Japón | 2016 - 2017 |
| MIO Biwako Shiga | Japón | 2018 -      |

## Estadística de carrera

### J. League
| Club      | Año   | J. League | J. League | Copa J. League | Copa J. League | Total | Total |
| Club      | Año   | Part.     | Goles     | Part.          | Goles          | Part. | Goles |
| --------- | ----- | --------- | --------- | -------------- | -------------- | ----- | ----- |
| FC Ryukyu | 2014  | 7         | 0         | -              | -              | 7     | 0     |
| FC Ryukyu | 2015  | 0         | 0         | -              | -              | 0     | 0     |
| Total     | Total | 7         | 0         | 0              | 0              | 7     | 0     |